# Eugen

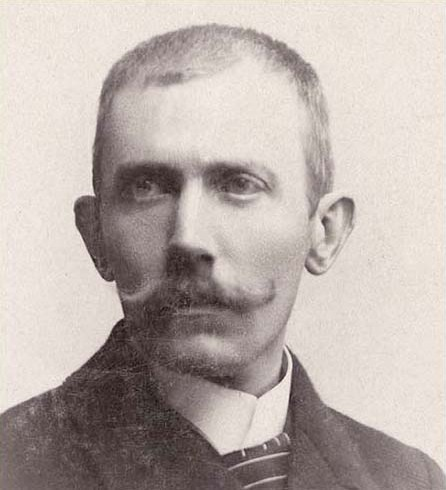
Eugène Jansson

Eugen är mansnamn som närmast kommer från franskan (med stavningen Eugène) och är ursprungligen grekiskt och sammansatt av ord för väl och släkte, det vill säga en person av ädel börd. Namnet kom in i den svenska almanackan 1828, eftersom det var ett av prins Karls, senare Karl XV, förnamn (Carl Ludvig Eugen). En kvinnoform av namnet är Eugenia.
Den 31 december 2008 fanns det totalt 2 769 personer i Sverige med namnet, varav 195 med det som tilltalsnamn/förstanamn. År 2002 fick 19 pojkar namnet, varav två fick det som tilltalsnamn.
Namnsdag: i Sverige 5 november. I den finlandssvenska namnsdagslängden har Eugen namnsdag 16 juni sedan starten 1929, då en egen namnsdagskalender togs i bruk för finlandssvenskar.

## Personer med namnet Eugen/Eugène
- Eugen (1781–1824), italiensk vicekung 1805, född i den franska släkten Beauharnais
- Eugen av Savojen (1663–1736), savojansk prins, fältherre
- Eugen (1865–1947), prins av Sverige och Norge, konstnär, son till kung Oskar II
- Eugen d'Albert (1864–1932), skotsk-tysk pianist
- Eugene Cernan (1934–2017), amerikansk astronaut
- Eugène Delacroix (1798–1863), fransk konstnär
- Eugen Dühring (1833–1921), tysk filosof och nationalekonomisk skriftställare
- Eugen Ekman (född 1937), finländsk gymnast, OS-guld 1960
- Gene Hackman (född 1930), amerikansk skådespelare
- Eugen Hultzsch (1857–1927), tysk sanskritist
- Eugène Ionesco (1909–1994), fransk-rumänsk dramatiker
- Eugène Jansson (1862–1915), svensk konstnär
- Eugen Jochum (1902–1987), tysk dirigent
- Eugene McCarthy (1916–2005), amerikansk politiker
- Eugen Onegin, versroman och opera
- Eugene O'Neill (1888–1953), amerikansk författare, mottagare av Nobelpriset i litteratur 1936
- Eugen Sandberg (1937–2015), tidigare namn på spionen Stig Bergling
- Eugen Schauman (1875–1904), finländsk aktivist, attentator
- Eugène Scribe (1791–1861), fransk författare, librettist
- Eugen Semitjov (1923–1987), svensk journalist, författare och rymdexpert
- Eugène Tydén (1843–1934), svensk militär
- Eugene Wigner (1902–1995), ungerskfödd fysiker, mottagare av Nobelpriset i fysik 1963
- Eugen Wretholm (1911–1982), svensk författare, konstkritiker och översättare